# Јован Вологодски
Свети кнез Јован Вологодски (рођ. Јован (Иван) Андрејевич, у монаштву Игњатије Прилуцки, око 1477 - 19. маја 1523) је хришћански светитељ. 
У хришћанској традицији помиње се да је био чудотворац. Био је син угличког кнеза Андреја Васиљевича Гори. Од ране младости је водио хришћански живот.  После утамничења кнеза Андреја (1492), велики кнез Иван III Васиљевич затворио је његову децу Јована и Дмитрија у манастир Переслављ-Залески, где су провели пуне тридесет две године. Угличка хроника извештава да је Углички народ, незадовољан угњетавањем великог кнеза, припремио заверу да ослободе Андрејову децу, али их је велики кнез упозорио тако што је многе грађане Углича населио у друге градове.
После смрти оца (1493), браћа су пребачена у Спасо-Прилуцки манастир код Вологде, где је Јован у оковима умро 19. маја 1523. године под именом схимонаха Игњатија. Касније га је православна црква канонизовала. Дмитрије је у истој тамници умро после 1540. године.
Српска православна црква га помиње 19. маја по црквеном, а 1. јуна по грегоријанском календару.